# LG KP 500
 (janvier 2021).
Si vous disposez d'ouvrages ou d'articles de référence ou si vous connaissez des sites web de qualité traitant du thème abordé ici, merci de compléter l'article en donnant les références utiles à sa vérifiabilité et en les liant à la section « Notes et références ».

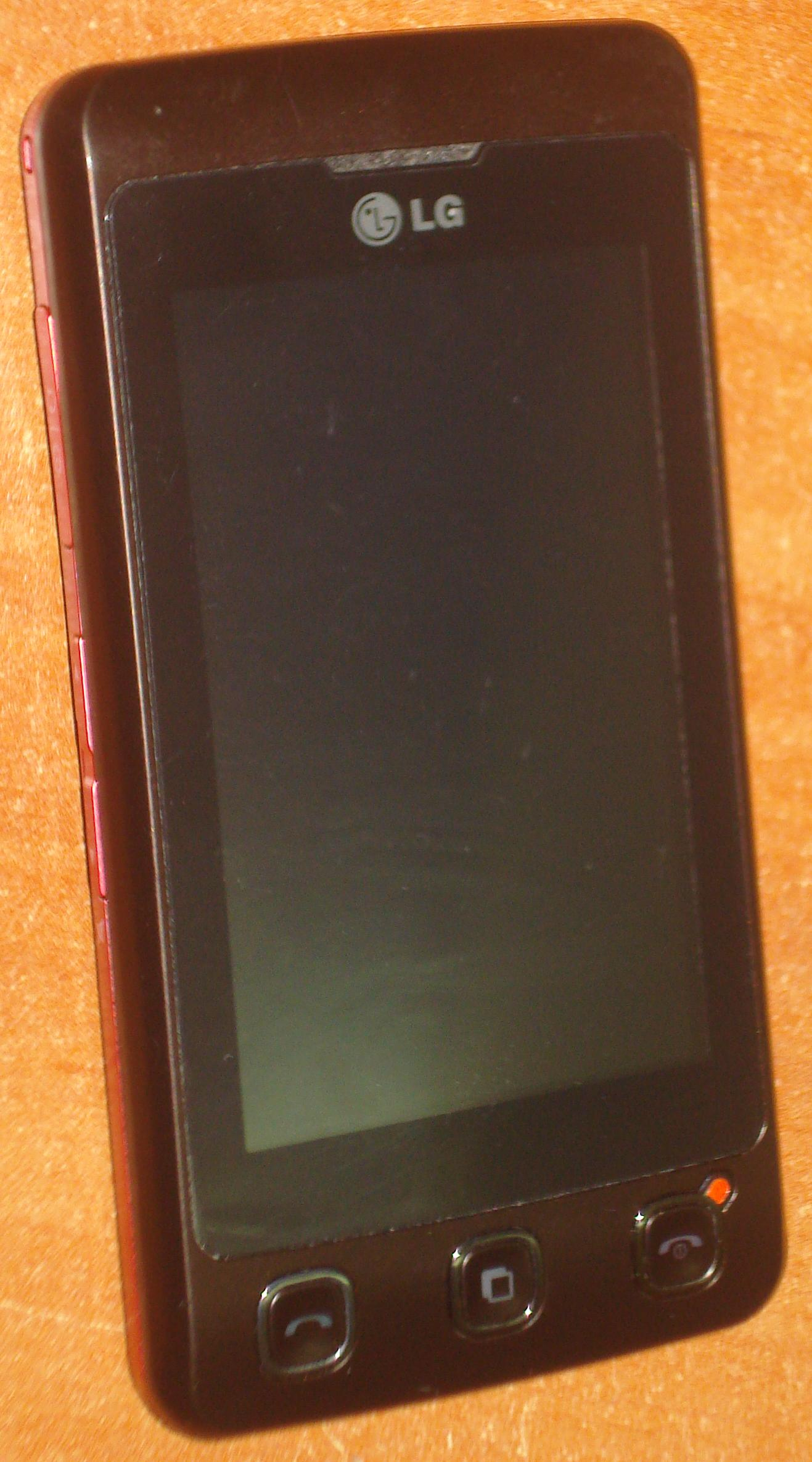
Illustration

Le LG KP 500 est un téléphone mobile tactile fabriqué par le groupe LG.

## Fiche technique
- Quadribande (GSM / GPRS / EDGE)
- Écran : 3 pouces,
- Définition : 240×400,
- Accéléromètre,
- Tuner FM,
- Bluetooth,
- APN : 3 mégapixels,
- Disponible en 4 coloris.